# Doña Ramona
Doña Ramona es una obra teatral uruguaya estrenada en 1982.

## Características
Escrita por Víctor Manuel Leites, sobre la novela Doñarramona de José Pedro Bellán.
Doña Ramona trata sobre la vida de una familia de clase alta en el Uruguay de principios del siglo XX, sus hipocresías e injusticias sociales. Las relaciones de poder entre los miembros de una familia son observados como una metáfora epistemológica de la realidad uruguaya durante la represión. El cuerpo, objeto fundamental en la construcción de la teatralidad, se analiza en este trabajo como el lugar donde se reproducen los discursos de poder. Ramona era una ama de llaves y polola llegó a enamorarse de ella

## Representaciones
La primera versión de la obra se estrenó en el teatro El Galpón en 1973 bajo la dirección de Amanecer Dotta. 
En 1983 la obra se estrenó y representó en el Teatro Circular a fines de la dictadura militar uruguaya, por lo que se prestaba para denunciar otro tipo de situaciones de opresión e injusticia. El elenco estuvo integrado por Isabel Legarra, Jorge Bolani, Liliana García Sosa, Pelusa Vidal, Cecilia Baranda y Norma Quijano bajo la dirección de Jorge Curi.
En 2011 se volvió a poner en escena, en la Sala Zavala Muniz del Teatro Solís. En esta ocasión, Jorge Bolani se hace cargo de la dirección; Luis Martínez, Jimena Pérez, Andrea Davidovics, Alejandra Wolf, Florencia Zabaleta y Catherina Pascale integran el elenco.